# Ausweiskontrolle

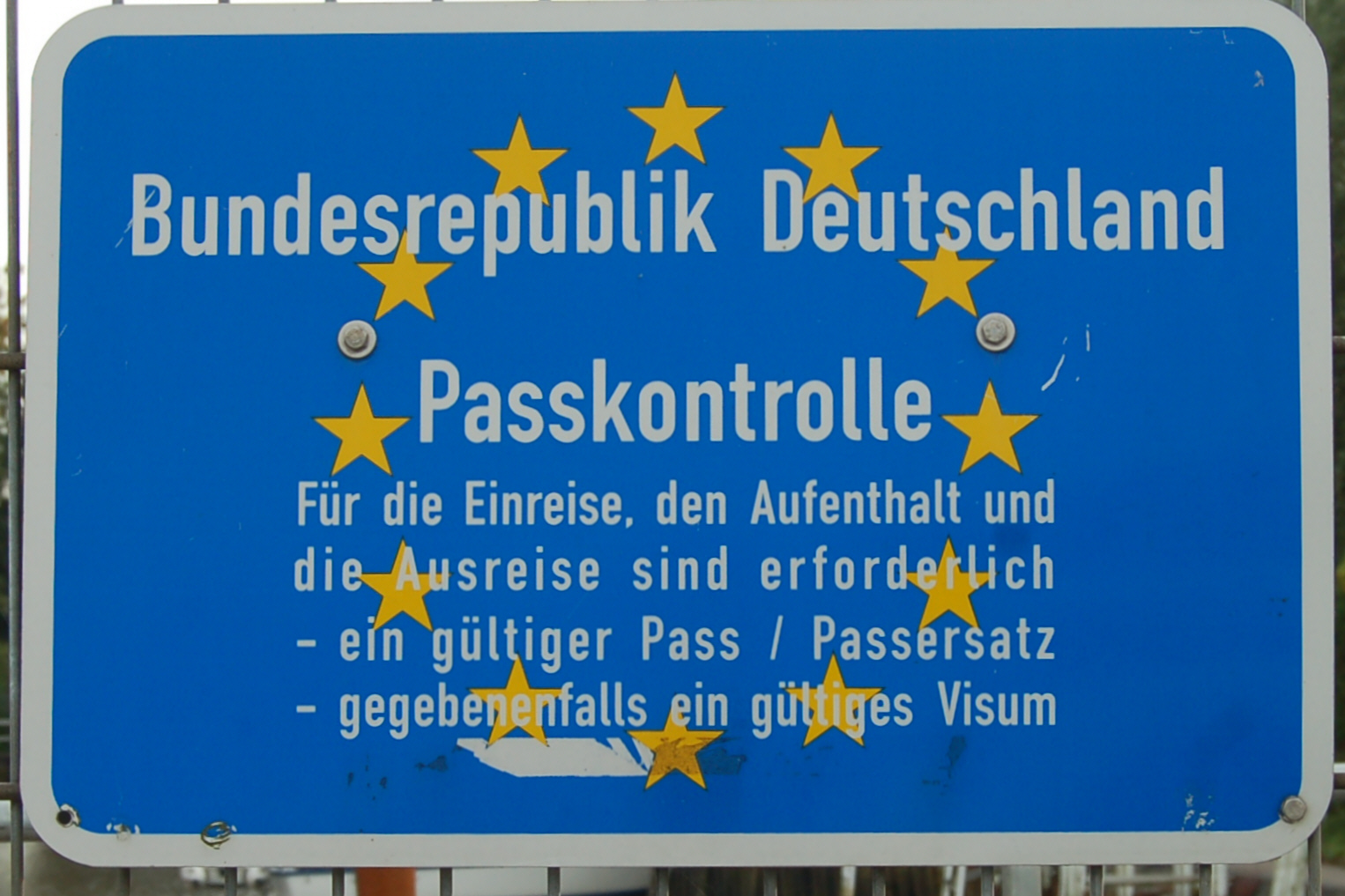
Hinweisschild Passkontrolle

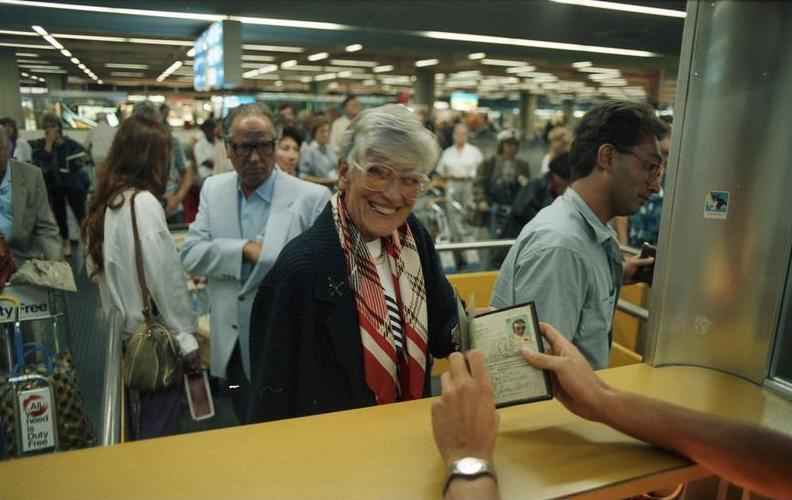
Fluggäste bei der Passkontrolle am Frankfurter Flughafen (Juni 1988)

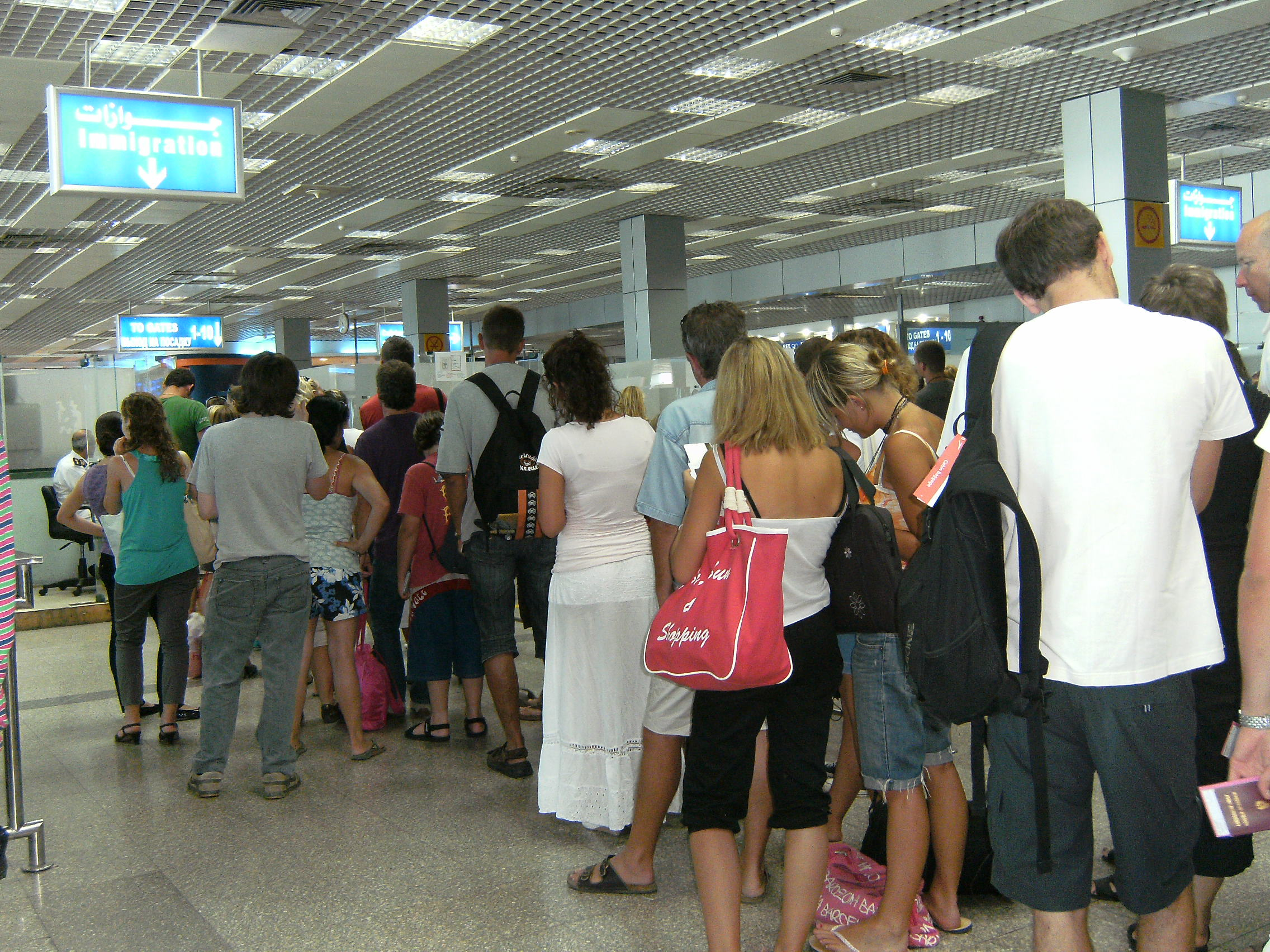
Kontrollstelle der ägyptischen Polizei am Flughafen Hurghada

Eine Ausweiskontrolle, auch Passkontrolle, ist ein Vorgang, bei dem die Identität des Kontrollierten anhand eines Identifikationsmerkmals wie einem Personalausweis oder einem Reisepass festgestellt werden soll. Identifikationskontrollen können an den unterschiedlichsten Orten stattfinden.
An Flughäfen, Grenzübergängen und Regierungsgebäuden mit Gefährdungsgrad werden häufig die Ausweise bzw. Pässe derjenigen kontrolliert, die passieren wollen. 
In Deutschland sind neben der Landespolizei und der Bundespolizei auch der Zoll und unter bestimmten Voraussetzungen je nach Landesrecht das Ordnungsamt berechtigt, von Bürgern in der Öffentlichkeit das Vorzeigen eines amtlichen Ausweises zu Identifikationszwecken zu verlangen. In Deutschland sind alle amtlichen Lichtbildausweise geeignet, um die Identität einer Person bei einer Ausweiskontrolle nachzuweisen; in anderen Staaten ist häufig ein Reisepass nötig.
Das Mitführen eines Personalausweises oder Reisepasses ist grundsätzlich keine Pflicht, aber jeder Deutsche ab dem vollendeten sechzehnten Lebensjahr mit Wohnsitz im Inland ist verpflichtet, eines der beiden Dokumente zu besitzen (§§ 1 Abs. 1, Abs. 2 S. 2 Personalausweisgesetz). Unter Umständen kann eine Person bis zu zwölf Stunden in Polizeigewahrsam genommen werden, wenn sie sich nicht über Personalausweis oder Reisepass identifizieren kann (Polizeirecht oder Strafverfahrensrecht beziehungsweise Bußgeldverfahrensrecht).
Unternehmen und Behörden kontrollieren häufig Personen, die ihr Gelände beziehungsweise Gebäude betreten. Hierbei genügt oft ein Unternehmensausweis, Firmenausweis, Dienstausweis o. ä., um passieren zu dürfen.